# Butchered at Birth
Butchered at Birth (česky Zmasakrován při narození) je druhé studiové album americké death metalové skupiny Cannibal Corpse. Vydáno bylo v roce 1991 hudebním vydavatelstvím Metal Blade Records. V Německu bylo album zakázáno (stejně jako první a třetí studiové album Cannibal Corpse) kvůli brutálnímu motivu na obalu CD.
Na album byla uvalena stížnost od provinční policie Ontario v Kanadě, což vedlo k tomu, že se v obchodech album neprodávalo lidem mladším 20 let.

## Seznam skladeb
1. Meat Hook Sodomy – 5:47
2. Gutted – 3:15
3. Living Dissection – 3:59
4. Under the Rotted Flesh – 5:04
5. Covered with Sores – 3:15
6. Vomit the Soul – 4:29
7. Butchered at Birth – 2:44
8. Rancid Amputation – 3:16
9. Innards Decay – 4:38
10. Covered with Sores (Live) – 3:59 (bonusová skladba na remasterované verzi)

## Sestava
- Chris Barnes – zpěv
- Jack Owen – kytara
- Bob Rusay – kytara
- Alex Webster – baskytara
- Paul Mazurkiewicz – bicí